# Multiple Launch Rocket System
Beim Multiple Launch Rocket System (MLRS) handelt es sich um ein von 1983 bis 2003 produziertes Mehrfachraketenwerfer-Artilleriesystem auf Kettenfahrgestell. Die Typenbezeichnung des amerikanischen Militärs lautet M270. Es wird bei der Bundeswehr unter dem Namen Mittleres Artillerieraketensystem (MARS) geführt.

## Beschreibung

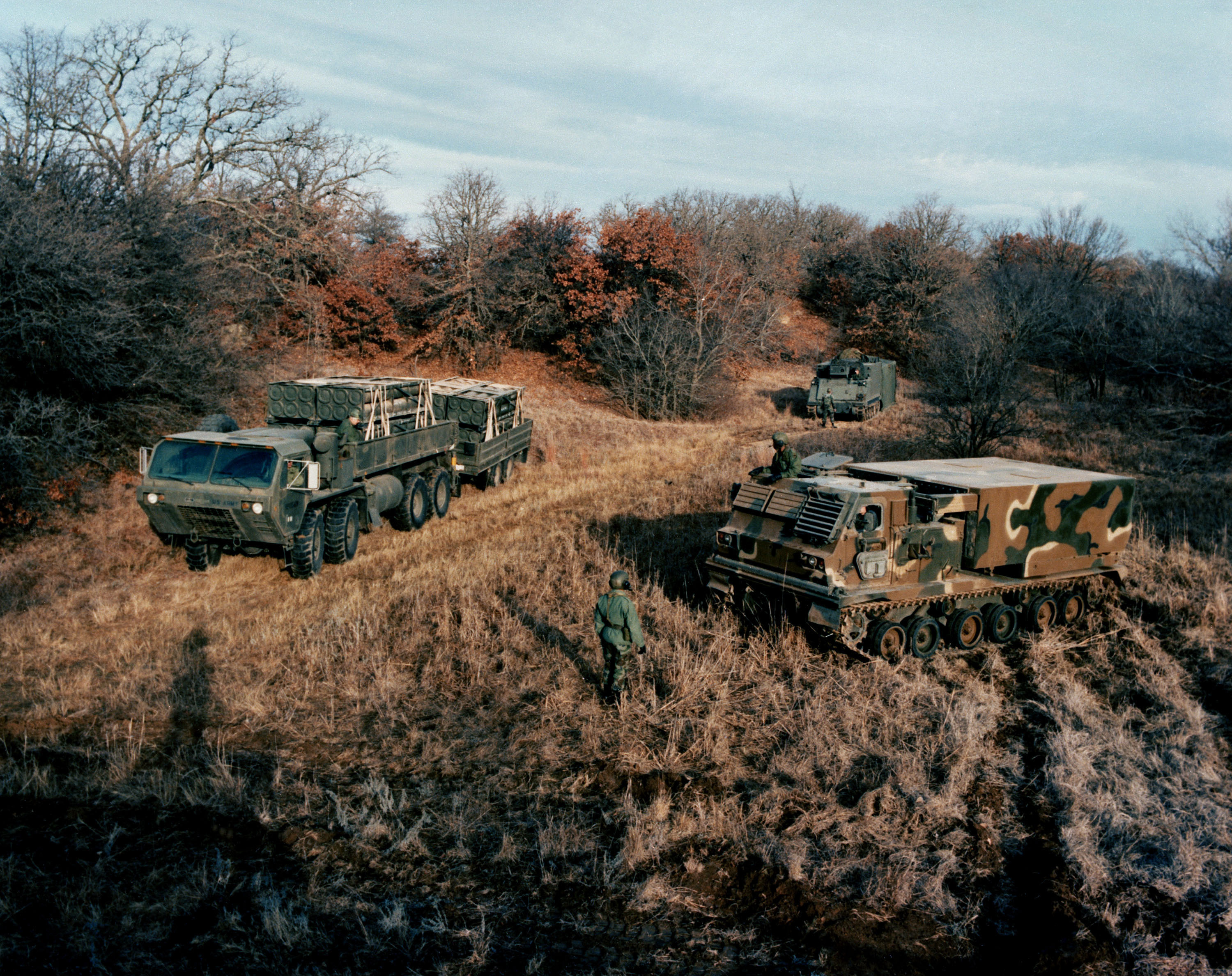
Einheit mit HEMTT-LKW und M113-Truppentransporter (1983)

Die Waffenanlage besteht aus einem horizontal und vertikal schwenkbaren Werferrahmen mit elektronisch gesteuertem hydraulischen Richtantrieb (englisch Electric Launch Drive System; ELDS), bei MARS I mit einem langsameren elektrohydraulischen Antrieb. Die Raketen werden zu je sechs Stück in den 2,5 t schweren containerartigen Transport- und Startbehältern (Rocket Pod Containern, RPC) gelagert, transportiert und auch daraus gestartet. Beim Start braucht die Rakete mindestens 49 kN Schubkraft, um sich im RPC von ihren Halterungen zu lösen. Sie wird mit Gleitsteinen (Projektilführungsmechanik innerhalb des Startrohres) bis zum Rohraustritt geführt. Die Raketenstartbehälter können durch eine im Werferrahmen integrierte Lade- und Hebevorrichtung einfach aufgenommen, geladen und abgesetzt werden. Es genügt ein Bediener, um eine schnelle Be- und Entladung durchzuführen.
Hauptbaugruppen des Fahrgestells stammen vom Schützenpanzer M2 Bradley; darauf montiert ist eine Fahrerkabine mit drei Sitzen für den Kraftfahrer, den Bediener der Feuerleitanlage (Raketenkanonier) und den Kommandanten. Der 368 kW leistende Motor von Cummins hat ein Automatikgetriebe mit drei Vorwärtsgängen und einem Rückwärtsgang. Diese Kombination mit dem drehstabgefederten Stützrollenlaufwerk mit lebender Endverbindergleiskette ermöglicht dem MLRS Geschwindigkeiten von über 70 km/h. Beim MARS lässt das deutsche Getriebe nur 65 km/h zu, die Kette DC 129 C1 nur 50 km/h.
Das US-amerikanische M142 High Mobility Artillery Rocket System (HIMARS) ist ein leichteres Trägersystem auf einem Radfahrzeug und mit sechs Raketen oder einem MGM-140 ATACMS ausgerüstet; es basiert auf dem M270 MLRS.

## Bundeswehr
Die schießenden Batterien in den Raketenartilleriebataillonen der Bundeswehr sind mit acht Werfern ausgerüstet.
Die AT2-Panzerabwehrminen verschießt MARS über Entfernungen von 10 bis zu 38,5 Kilometer. Die ursprünglich beschaffte Bomblet-Rakete M26 ist als Streumunition von dem Minenverbot des Antipersonenminen-Verbotsvertrages (Ottawa-Konvention) und dem Übereinkommen über Streumunition betroffen.
Zu Übungszwecken können die Kaliberrakete M28 und die 110-Millimeter-Rakete des Waffensystems LARS – aus modifizierten Raketenstartbehältern (siehe bei LARS) verschossen werden.
Von 1989 bis 1993 wurden für die Bundeswehr 158 MARS, davon 4 Fahrschulfahrzeuge und 9360 Raketen mit 262.080 AT-2-Minen beschafft.

### MARS II

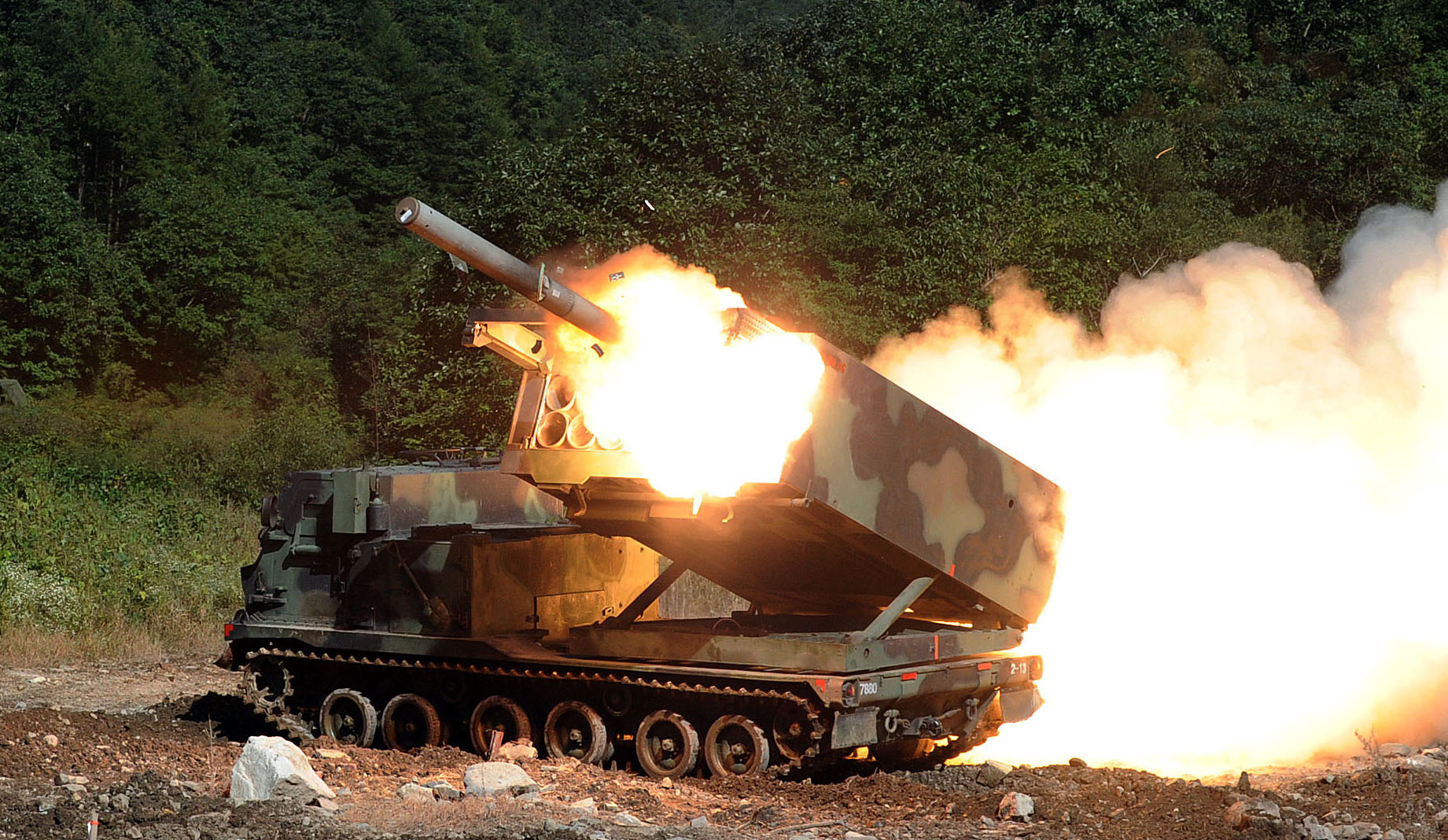
Koreanisches MLRS beim Abfeuern einer Rakete

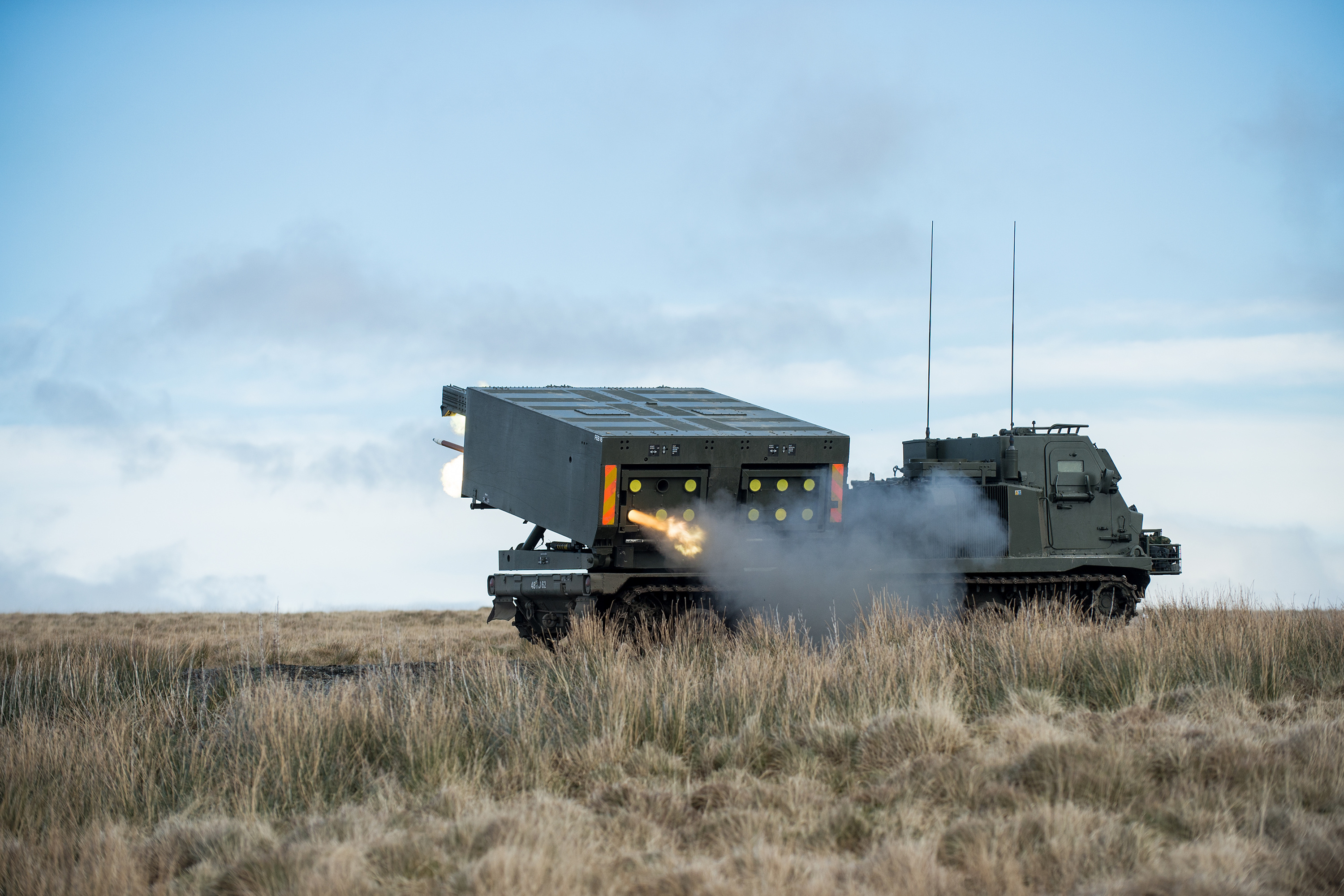
Britisches MLRS beim Abfeuern einer Rakete

Mit der Produktverbesserung (PV) MARS II unter Beibehaltung des vorherigen Trägersystems und der Beschaffung der Lenkrakete M31 Guided Multiple-Launch Rocket System (GMLRS) mit einer Geschwindigkeit von Mach 3,4 wird erstmals eine Abstandsfähigkeit von rund 84 km und eine Präzision erreicht, die deutlich zur Verringerung von Kollateralschäden beiträgt. Auf mehreren Testbasen wurde die Reichweite von 100 km weit übertroffen. Hierbei handelt es sich um abgewandelte Gefechtsköpfe, bei denen es möglich ist, den nominalen oder vertikalen Anflugwinkel der Rakete einzustellen. Bei einer Reichweite von 84 km konnte eine Treffergenauigkeit (CEP) von 7 Metern erreicht werden. Die Reichweitensteigerung auf bis zu 140 km ist geplant. Die Erneuerung der Ausrüstung des MARS umfasst eine Laserkreiselanlage und eine technische Weiterentwicklung der GPS-Navigationsanlage, die als Explosion Resistant GPS Receiver (ERGR) bezeichnet wird und der Nachfolger des bundeswehrüblichen Precision Lightweight GPS Receiver (PLGR) ist. Zudem wurde der Antrieb der Waffenanlage von elektrohydraulischen auf elektrischen Richtantrieb Electric Launch Drive System (ELDS) umgestellt. Dadurch wurde die Richtgeschwindigkeit erhöht und das Be- und Entladen um bis zu 60 Prozent gegenüber MARS beschleunigt. Als Gefechtskopf wird Suchzünder-Munition für die Artillerie (SMArt) sowie ein penetrierender Splitter-/Sprengkopf (Unitary) zum Einsatz kommen. Dieser umfasst Verzögerungszünder und Annäherungszünder.
In einem ersten Los wurden zwischen 2008 und 2013 insgesamt 22 MARS auf den neuen Standard MARS II umgerüstet. Das erste MARS-II-System wurde am 6. April 2011 an die Artillerieschule in Idar-Oberstein übergeben. Es enthält mehr als 2300 neue Teile. Im Jahr 2012 wurde dann das Raketenartilleriebataillon 132 (RakArtBtl 132) in Sondershausen als erste Einheit mit MARS II ausgerüstet. Die Einheit wurde jedoch nach einem Truppenschießen im März 2013 aufgelöst. Im April 2016 wurde die 4. Batterie des Artilleriebataillon 295 mit dem MARS II ausgestattet, was zur Umgliederung von Panzerartillerie- zu Artilleriebataillon führte. Von 2015 bis 2023 war die 3. Batterie des Artilleriebataillons 131 (ehemals Beobachtungspanzerartilleriebataillon 131) in Weiden in der Oberpfalz mit MARS II ausgestattet.
Die leistungsfähigste Version im US-Arsenal ist jedoch die Submunition BAT (Brilliant Anti-armor Technology). Eine MLRS-Rakete kann zwei BAT tragen. Sie benutzt akustische und Infrarotsensoren, um ihr Ziel zu orten und ist autonom in dem Sinne, dass sie alleine in der Lage ist, das Ziel zu suchen und zu bekämpfen. Ihr duales Lenksystem erlaubt es auch, mobile Ziele unter schwierigen Bedingungen zu bekämpfen. Nachdem das Ziel erfasst wurde, werden die schwenkbaren aerodynamischen Kontrollflächen aktiviert und sie „segelt“ bis zur Detonation zum Ziel. Ziele sind beispielsweise sich bewegende Panzer, mobile Boden-Boden-Raketen-Startrampen, Mehrfachraketenwerfer, aber auch feste und gehärtete Ziele. Diese Munition kann im NATO-Bündnisfall ebenso von deutschen MARS abgefeuert werden, da sie auf einer Aktualisierungsplattform basieren. Eine weitere Rakete für das MLRS ist die Army Tactical Missile (ATACMS). Diese Rakete kann Reichweiten von bis zu 300 km überwinden, ohne dabei einer ballistischen Flugbahn zu folgen.
Im Dezember 2017 testete das Artillerielehrbataillon 345 zusammen mit dem Amt für Heeresentwicklung auf dem Versuchsgelände Vidsel in Schweden mit MARS II die M31-Rakete (GMLRS-U) mit 81,6-kg-Splittergefechtskopf und feuerte zwölf Raketen ab.
Der Haushaltsausschuss des Bundestages beschloss im November 2018, dass ergänzend zu den 22 vorhandenen MARS II in den Jahren 2020 bis 2022 weitere 18 eingelagerte MARS auf den Stand MARS II gebracht werden sollten. Dies umfasste vor allem das europäische Feuerleitsystem ECFS, elektrische statt hydraulischer Richtantriebe und Stickstoff-Feuerlöschanlagen. Die Modernisierung sollte rund 42 Millionen Euro kosten.

## Raketen

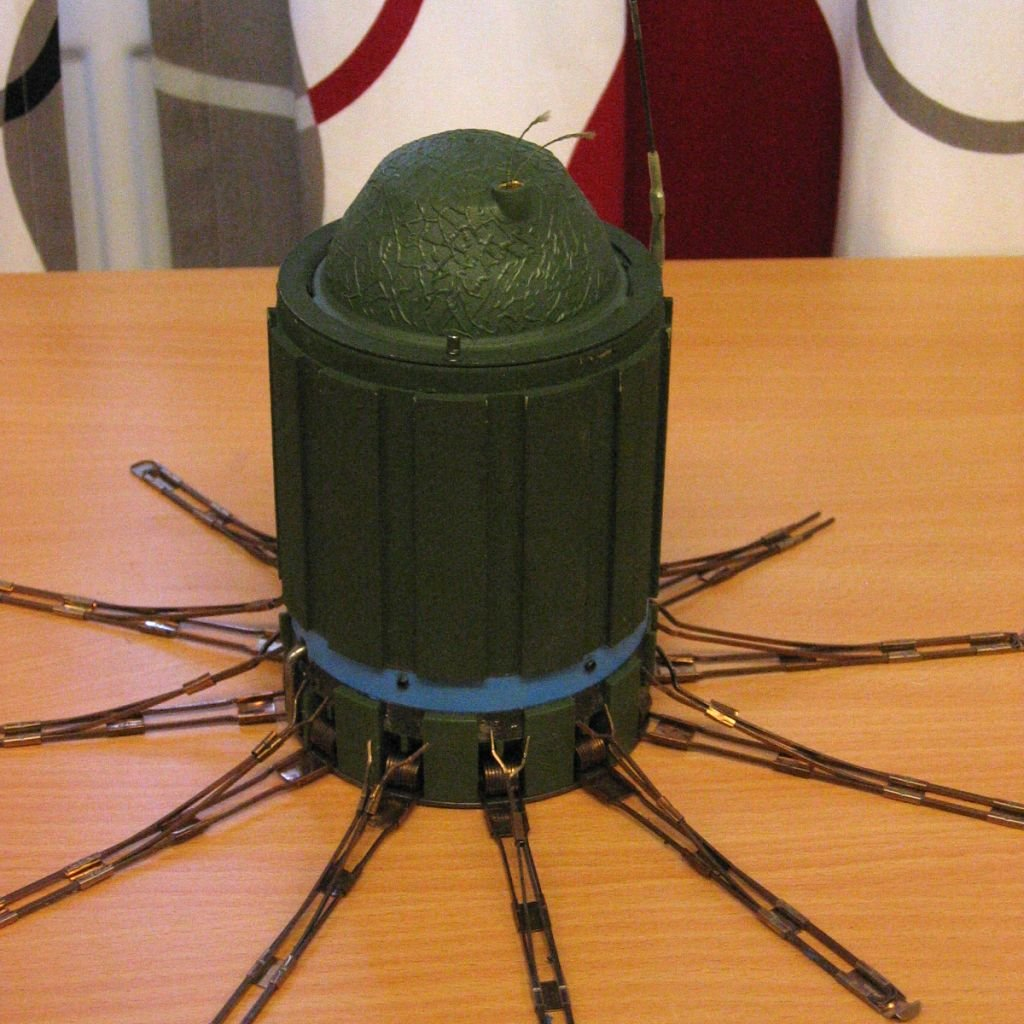
Panzerabwehrmine AT-2

- M26: Rakete mit 644 M77-Hohlladungs-Bomblets. Reichweite 32 km.
- M26 (AT2): Rakete mit 28 AT2-Panzerminen. Reichweite 38 km.
- M26A1 (MLRS-ER): Rakete mit 518 M85-Hohlladungs-Bomblets. Reichweite 45 km.
- M26A2 (MLRS-ER): Wie Rakete M26A1, aber mit 518 M77-Bomblets.
- M27: Übungsrakete zur Übung der Handhabung.
- M28: Übungsrakete mit drei Rauchkörpern anstelle der Bomblets.
- M28A1: Übungsrakete mit flacher Raketenspitze. Dadurch reduzierte Reichweite von 9 km.
- XM29 Rakete mit BAT oder SADARM (selbstzielsuchende Tochterlenkwaffen). Nur Prototyp.
- GMLRS M30 / M31: GPS-gelenkte Raketen für den präzisen Einsatz gegen Punkt- und Flächenziele. Reichweite 84 km.
- XM135: Rakete mit einem binären Sprengkopf für den chemischen Kampfstoff VX. Entwicklung eingestellt.
- ATACMS: Version mit zwei ATACMS-Kurzstreckenraketen. Reichweite bis zu 300 km.
- GLSDB: Bodengestützte Version der Small Diameter Bomb mit Raketenmotor. Reichweite bis zu 150 km.

Die noch in der Bundeswehr verfügbare Munition des LARS-Systems kann aus speziellen Rocket Pod Containern (RPC) gestartet werden. Die Leichte Artillerie-Rakete (LAR) vom Kaliber 110 mm hat eine Gebrauchsschussweite von sieben bis neun Kilometern. Sie ist von Hand in die RPC zu laden.

## Einsatz

### Zweiter Golfkrieg
Der erste Kampfeinsatz erfolgte während des zweiten Golfkrieg durch die US Army. Die MLRS griffen die Verteidigungsstellungen des Feindes aus sicherer Entfernung an, die dann von amerikanischen Bodentruppen angegriffen werden konnten. Im Verlauf des Krieges kamen die Vorteile der Beweglichkeit des MLRS zum Vorschein.

### Afghanistankrieg 2001 und Irakkrieg
Zu weiteren Einsätzen kam es im Krieg in Afghanistan seit 2001 und während des Irakkrieges 2003. Bis Ende Oktober 2014 wurden über 3000 gelenkte M31-Raketen durch die US Army bei Kampfeinsätzen verschossen.

### Russischer Überfall auf die Ukraine 2022
Drei Mehrfachraketenwerfer Mars II aus Beständen der Bundeswehr wurden im Juli 2022 für Einsatz im Krieg in der Ukraine an die ukrainischen Streitkräfte geliefert.
Im September kündigte das deutsche Verteidigungsministerium die Lieferung weiterer zwei Mehrfachraketenwerfer Mars II aus Beständen der Bundeswehr an.
Im Juni 2024 tauchte ein Video auf, indem eine russische Drohne ein MLRS verfolgt, bis es in eine Halle in Schewtschenkowe fährt. Kurz danach wird das Gebäude wahrscheinlich von einer Iskander-M Rakete getroffen und fängt daraufhin an zu brennen. Es sind sekundäre Explosionen zu erkennen, anscheinend hatten die Ukrainer die Halle als eine Art Munitionslager genutzt. Es ist anzunehmen, dass das MLRS von den Explosionen und den starken anschließenden Bränden vernichtet wurde.
Ende Juli kam es wahrscheinlich zu einem zweiten Verlust in der Nähe von Nowotroizkoje in der Oblast Donezk. Auf prorussischen Telegram-Kanälen wurde ein Video von einem sich in einer Baumreihe tarnenden MLRS gepostet. Das Fahrzeug wurde durch eine Aufklärungsdrohnen verfolgt und als es zum Stehen kam, mit einer Iskander-M angegriffen.

## Nutzerstaaten

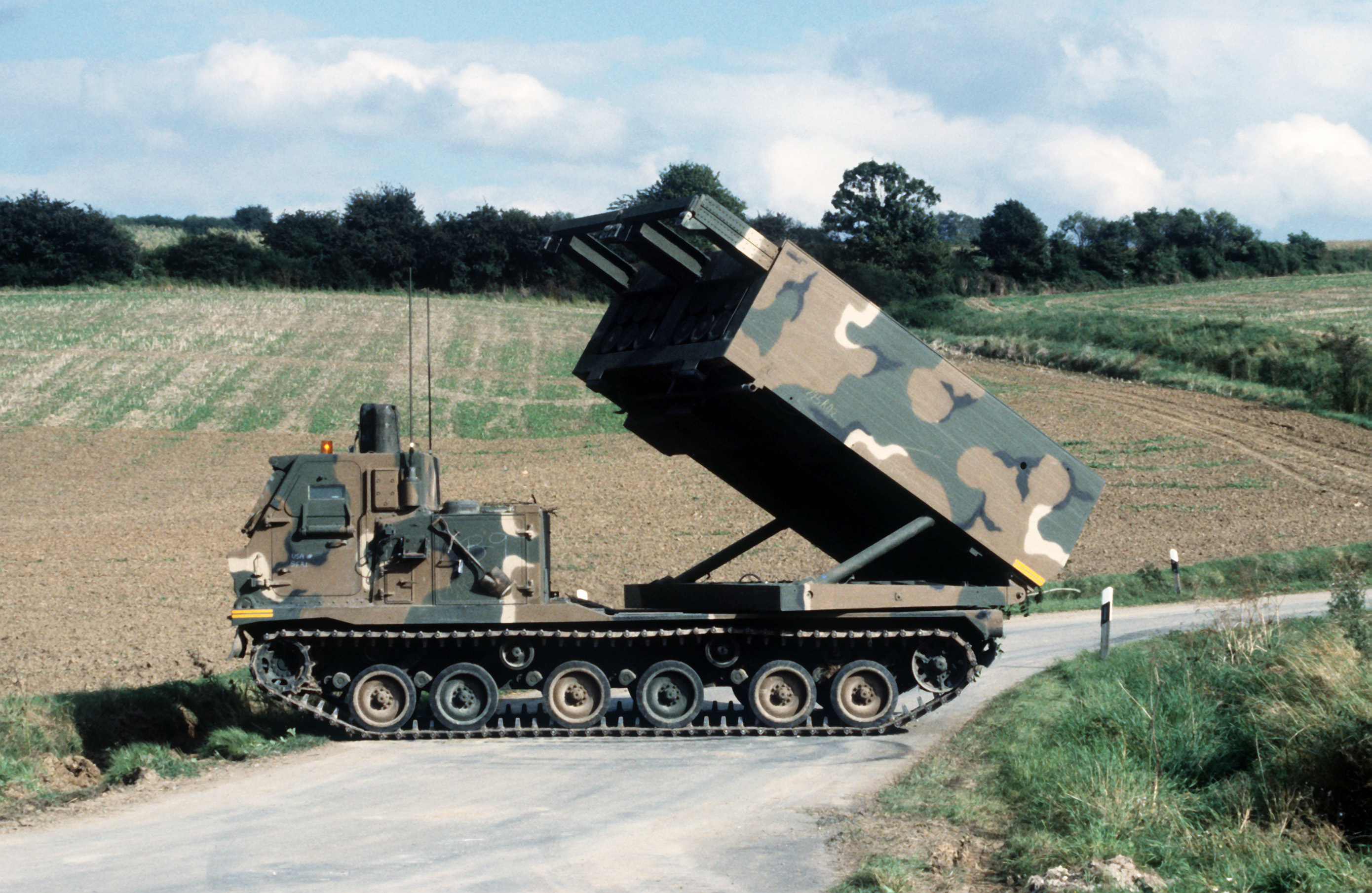
MLRS während des Manövers REFORGER ’85 in Deutschland

### Aktive
- Ägypten – 26[17]
- Bahrain – 9[18]
- Deutschland – 154 beschafft, noch 40 im Dienst, 5 an Ukraine[19]
- Finnland – 34 im Jahr 2004 von den Niederlanden und Dänemark erworbene Systeme[20][21]
- Frankreich – 55 beschafft, 13 Systeme beim „1er régiment d’artillerie“ in Bourogne[22], 6 an Ukraine[23]
- Griechenland (Griechisches Heer) – 36[24]
- Israel – 48[25]
- Italien – 22 beschafft, 19 in Dienst[26][27]
- Japan (JGSDF) – 99[28]
- Katar
- Saudi-Arabien
- Südkorea – 58[29]
- Türkei – 12[30]
- Ukraine – 16 insgesamt, 3 von Großbritannien, 5 von Deutschland, 2 von Italien[11][12], 6 von Frankreich[31]
- Vereinigte Arabische Emirate
- Vereinigte Staaten – 385[32]
- Vereinigtes Königreich – 35[33]

### Ehemalige
- Dänemark – 12 Werfer, an Finnland verkauft
- Niederlande – 23 Systeme, 22 davon wurden im Jahr 2004 nach Finnland verkauft, und eines wurde im Nationaal Militair Museum in Soesterberg ausgestellt[20][21][34]:p48,p49,p105
- Norwegen (Den Norske Hær) – nicht mehr im Einsatz